# Colline Ippolito
Die Colline Ippolito (italienisch) sind unvereiste und bis zu 150 m hohe Hügel an der Borchgrevink-Küste des ostantarktischen Viktorialands. Sie ragen über eine Fläche von 1,12 km² am Osthang des Mount Melbourne auf.
Italienische Wissenschaftler benannten sie nach dem italienischen Geologen Felice Ippolito (1915–1997), Vizepräsident des nationalen antarktischen Wissenschaftsausschusses Italiens.